# Ichneumon parengensis
Ichneumon parengensis är en stekelart som beskrevs av Kiss 1929. Ichneumon parengensis ingår i släktet Ichneumon och familjen brokparasitsteklar. Inga underarter finns listade i Catalogue of Life.